# درازگوشان
درازگوشان (نام علمی: Diurideae) نام یک تبار از زیرخانواده ثعلب‌واران است.